# Panna a netvor
Panna a netvor (en txec, La bella i la bèstia) és una fantasia fosca de terror txecoslovaca del 1978 dirigida pel director de cinema eslovac Juraj Herz. La pel·lícula és un relat del clàssic conte La bella i la bèstia.
Per la seva direcció, Herz va rebre la Medalla Sitges en Or de Llei al XII Festival Internacional de Cinema Fantàstic i de Terror l'any 1979.

## Argument
Julie és la filla d'un comerciant en fallida, que és l'única de les tres filles, decideix salvar la vida del seu pare. Va al castell del bosc encantat on coneix la Bèstia. No té cap escrúpol a matar Julie, però la seva bellesa li impedeix fer-ho. Encara que a Julie se li prohibeix mirar la Bèstia, comença a enamorar-se d'ell i l'amor rescata la Bèstia de la seva maledicció.

## Repartiment
- Zdena Studenková com a Julie
- Vlastimil Harapes com a Netvor
- Václav Voska com a pare
- Jana Brejchová com a Gábinka
- Zuzana Kocúriková com a Málinka
- Marta Hrachovinová com a Devecka
- Vít Olmer com a Jezdec
- Milan Hein com a Zenich

## Recepció
David Melville de Senses of Cinema va escriure, "Panna a netvor té la capacitat d'horroritzar de la millor i de la pitjor de les maneres. No obstant això, com qualsevol conte de fades real, és poc probable que deixi mai el seu públic avorrit o indiferent".